# 미국 대통령
미국 대통령은 아메리카 합중국의 국가원수이자 정부수반이다. 1788년 미국 헌법이 만들어지면서 대통령 지위가 생겼으며, 1789년 첫 대통령이 임무를 시작하였다. 미국 대통령은 국가의 원수인 동시에 행정부의 수반 역할을 수행하고, 또한 미국 헌법 제2장에 의해 미군의 총사령관이기도 하여, '선출된 황제'라고 불릴 만큼 막강한 권한과 책임을 지니고 있다. 현재 전세계 유일의 초강대국으로 각국에 강력한 영향을 미치는 미국의 지위 때문에 미국의 대통령은 세계에서 손꼽히는 지도자 중 한 사람으로 평가되기도 한다. 한때 소비에트 연방과의 냉전 중에는 '자본주의 세계의 지도자'로 인식되기도 했었다.
미국의 대통령은 미국 의회에서 제정된 법률이 대통령에게 위임한 권한 안에서 명령을 내릴 수 있다. 이 권한에는 미국 상원, 미국 하원을 통과한 법률을 승인하여 법을 승인할 권한, 상원의 동의로 내각의 장차관을 임명할 권한, 의회의 동의로 사면이나 형 집행 연기를 명령할 권한 그리고 미국 상원의 동의 하에 외국과 조약을 체결하고, 상원의 동의로 연방의 주요직, 대사, 연방대법원 판사를 포함한 연방판사를 임명할 권한을 가진다. 그러나 한편으로 의회에 대하여는 법안의 제출권도, 의회의 해산권도 가지지 않는다.
미국 헌법 제2장은 대통령의 임기를 4년으로 정하고 있다. 제12차 수정헌법(1804년)에 따라 대통령 후보와 부통령 후보가 분리되었고, 제22차 수정 헌법(1951년)에 따라 대통령직의 3선은 금지된다.
미국 대선은 실질적으로는 국민의 직접 선거방식과 대동소이하나, 형식적으로는 각 주의 선거인단 표수에 의해 선출하는 선거 방식을 취한다. 만약 선거인단 과반수 획득자가 없을시  하원에서 결선투표를 하며  이경우 주별로 1표씩 투표한다.  즉 대통령선거시 승리한 주의 정당이 주별로 1표씩 행사된다.  대통령이 임기 중에 궐위되면 부통령이 대통령직을 승계한다.
미국의 초대 대통령은 조지 워싱턴이고, 현재 미국의 대통령은 2024년 미국 대통령 선거에서 당선된 제47대 대통령 도널드 트럼프로, 2025년 1월 20일 정오(한국시각으로는 1월 21일 오전 2시)에 공식 취임하였다.

## 어원
영어권에서는 대통령이나 국가주석을 구분하지 않고 President라 부른다. 하지만 한자문화권에 속하는 국가인 대한민국, 중국, 일본에서는 미국 대통령(대한민국, 일본)이나 미국 총통(중화권)으로 서로 다르게 부르기도 한다.

## 유래
1783년의 파리 조약으로 미국은 대영제국으로부터 분리되어 독립하게 되었지만, 그 당시에는 제대로 된 정부 조직을 갖추고 있지 못했다. 당시 미국은 장래에 어떠한 독재 권력으로부터 나라를 보호하기 위한 제도적 장치를 원했고, 사실상 유일한 연방조직이었던 의회는 아직 충분한 권력과 재무적 권한을 갖지 못하고 있었다. 그러나 독립전쟁 이후의 경제적 침체기 속에 경제적 사회적 다양한 요구로 대통령직과 중앙연방정부제도에 대한 가능성을 모색해갔다. 하지만 1788년 헌법의 비준 전에는 미국에는 아직 어떠한 단일한 실제적 권력 기관이나 개인이 존재하지 못했다. 1789년 조지 워싱턴이 초대 대통령이 되면서 이 새로운 나라의 새로운 지도자가 갖추어야할 여러 제도와 관습들이 생겨났다.

미국의 대통령기

대통령의 직위는 아메리카 합중국 헌법 제2조에 의거하고 있으며, 이후 몇 번의 수정헌법조항에 의해 그 권한, 임기 등이 명시되어 있다. 대통령의 피선거권을 가지기 위해서는 최소 35세 이상이어야 하며 미국 내 출생으로 인한 미국 시민으로서 최소 14년 동안 미국에서 거주하였어야 한다.zz

## 임기

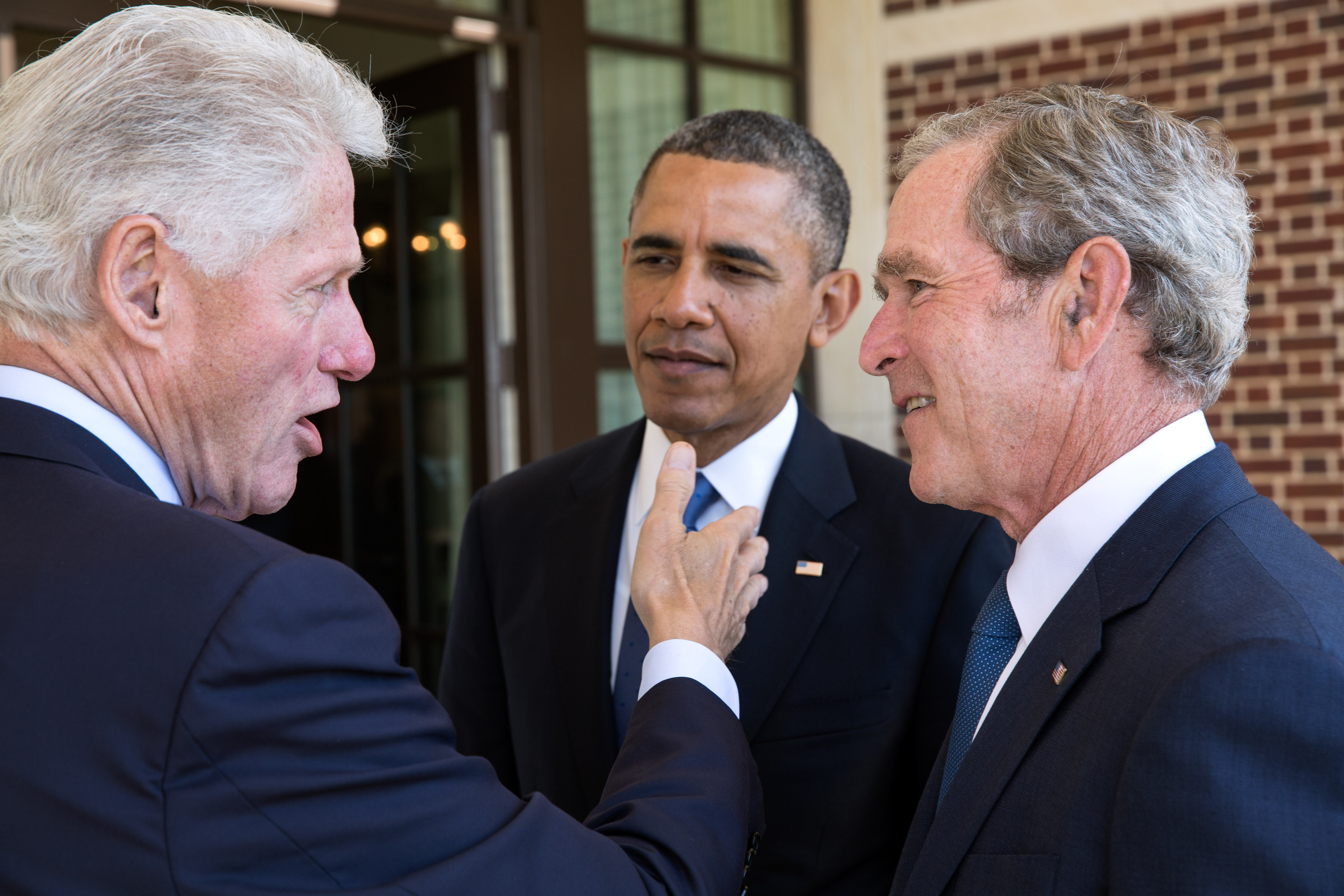
도널드 트럼프를 제외한 사진 속에 있는 현재 살아있는 전직 미국 대통령 3명 왼쪽부터 빌 클린턴, 버락 오바마, 조지 W. 부시.

미국 대통령과 부통령은 4년간의 임기를 가진다. 제22차 수정헌법(1951년)은 대통령직을 3선 이상 재임할 수 없도록 규정하고 있으며, 대통령이 면직, 사망 또는 사임하여 그 남은 임기 동안 2년 이상 대통령직에 있었거나 대통령의 직무를 대행한 사람도 1회만 중임할 수 있다.
프랭클린 D. 루스벨트는 미국 역사상 유일하게 3선 이상을 재임한 대통령인데, 그는 대공황과 제2차 세계대전의 위기 속에서 지도력을 발휘해 4선(1932년, 1936년, 1940년, 1944년 대선에 잇따라 당선됨으로써 1932년 3월 4일부터 1945년 4월 12일까지 재임)에 성공했다. 그러나, 이는 초대 조지 워싱턴 대통령 이래 미국 대통령은 1회만 중임해 온 불문율을 깨뜨린 것으로써 그의 사망 뒤 대통령의 3선 금지가 성문화되었다.
대통령직의 3선을 금지 제22차 수정헌법(1951)이후 2016년까지 재선에 성공해 8년간 재임한 대통령은 드와이트 D. 아이젠하워, 로널드 레이건, 빌 클린턴, 조지 W. 부시, 버락 오바마, 도널드 트럼프 등 6명이며, 리처드 닉슨 대통령은 재선에 성공했으나 임기 도중 사임하였다.
미국 역사상 가장 짧은 기간 재임한 대통령은 제9대 대통령인 윌리엄 헨리 해리슨으로 취임 31일 만에 사망하였다.
과거에도 현재와 유사한 방식으로 대통령 선거를 실시하였으나 차이점은 현재 대통령과 부통령이 따로 출마해서 선거를 치르는 것과는 달리 과거에는 오직 대통령 선거만 실시하였으며 2위로 대통령에서 낙선된 후보를 부통령으로 임명하였다. 그렇게 부통령이 된 대표적인 인물로는 대통령선거에서 토머스 제퍼슨에게 패하고 부통령이 된 에런 버가 있다.

### 현재
미국의 대통령은 연방정부의 지도자로 구성주의 대표들이 4년마다 선출한다. 선거방법은 50개주에 할당된 선거인단과 콜롬비아 특별구의 선출 선거인단의 과반수를 획득한 자가 대통령에 당선된다. 대통령선거인단 배정은 각주출신 연방상원의원과 연방하원의원의 합친 수가 그 주선거인단이 되며, 여기에 콜롬비아특별구에 배정된 수를 합한 것이다. 통상 대통령선거일은 '슈퍼 화요일'이라고 부르는 11월 첫째주 화요일이다. 각 주별로 선거를 치르며, 통상 2개주를 제외한 나머지 주에서는 득표를 가장 많이 한 후보가 그 주의 선거인단을 모두 차지한다. 이러한 간선제 방식 때문에 직접투표에 이기고도 선거인단 확보에 져서 낙선된 대통령후보가 발생하기도 한다. 만약 선거인단 중 과반수를 확보하는 후보가 없을 경우에는 연방하원이 대통령을 결정하게 된다. 이 경우에는 각 주별로 1표씩 행사한다.

## 승계
미국 헌법은 대통령이 임기 중에 면직, 사망 또는 사임하게 될 경우에는 부통령이 그 자리를 승계하도록 정하고 있으며, 그도 없으면 연방의회가 법률로 정한 순서에 따라 연방하원 의장 등이 승계한다.
1974년 8월 9일, 리처드 닉슨 대통령이 사임했을 때에는 제럴드 포드 부통령이 대통령직을 승계하였다. 그런데, 포드는 1973년에 사임한 스피로 애그뉴 부통령의 후임으로 닉슨 대통령에 의해 지명되어 연방의회 양원의 인준으로 취임한 부통령으로서 미국 역사상 국민의 선거를 거치지 않고 대통령이 된 유일한 사례이다.

## 봉급
| 미국 대통령 봉급의 역사 |          |                       |
| 지급시기                | 연봉     | 2007년 기준 가치 환산 |
| 1789년 9월 24일         | $25,000  | $531,000              |
| 1873년 3월 3일          | $50,000  | $811,000              |
| 1909년 3월 4일          | $75,000  | $1,607,000            |
| 1949년 1월 19일         | $100,000 | $820,000              |
| 1969년 1월 20일         | $200,000 | $1,067,000            |
| 2001년 1월 20일         | $400,000 | $441,000              |

초대 대통령이었던 조지 워싱턴은 연봉으로 $25,000를 받았다. 이것은 2005년 화폐 가치로 환산했을 때 약 $531,000에 상당하며 1789년에는 상당히 거액이었다. 그는 이미 부자이기 때문에 봉급받기를 거절했으나, 의회의 요청으로 결국 수용해야만 했다. 그것은 미래의 대통령이 항상 봉급을 받을 필요가 없는 계층에서만 나올 가능성을 배제하기 위해서였다. 시어도어 루스벨트 대통령은 $50,000의 봉급을 백악관에 손님을 초대하기 위한 비용으로 거의 대부분 지출하였으며, 존 F. 케네디 대통령은 자선기금으로 기부하였다.
전통적으로 대통령은 정부기관의 공무원 중 가장 많은 봉급을 받는다. 따라서 대통령의 봉급은 다른 연방 관리들의 봉급을 설정하는 기준이 된다. 의회의 비준을 얻은 2001년의 봉급 인상에서부터는 다른 연방 공무원의 연인상률에 따라 같이 인상되도록 되어있다.
퇴직 대통령의 경우 1958년 이전에는 연금을 받지 못했으나, 1959년 이후의 모든 생존 대통령은 연간 $25,000의 연금을 수령하게 되었다. 이후 여러번 인상되었으며 2007년 기준으로 $183,500으로, 이는 연방정부 장관의 연봉과 유사한 액수이다. 또한 여행비용과 우편의 특권이 보장되며 연방비밀요원이 신변보호를 책임지고 있다.
현직 대통령인 도널드 트럼프는 대통령 연봉을 전액 기부하는 공약을 지켰다고 한다.
| 전직 대통령에게 지급되는 비용 |          |          |            |
| GSA 수당 FY, 2007             | 카터     | 부시.Sr  | 클린턴     |
| 연금                          | $188,000 | $188,000 | $188,000   |
| 보좌관 봉급                   | 96,000   | 96,000   | 96,000     |
| 보좌관 혜택                   | 2,000    | 63,000   | 64,000     |
| 여행                          | 2,000    | 55,000   | 64,000     |
| 렌탈 비용                     | 102,000  | 175,000  | 498,000    |
| 전화                          | 10,000   | 16,000   | 77,000     |
| 우편                          | 15,000   | 13,000   | 15,000     |
| 기타 서비스                   | 82,000   | 65,000   | 113,000    |
| 출판                          | 5,000    | 14,000   | 9,000      |
| 사무비용                      | 5,000    | 15,000   | 16,000     |
| 기자재                        | 7,000    | 48,000   | 11,000     |
| 총액                          | $514,000 | $748,000 | $1,160,000 |

## 특권
미국 대통령은 백악관을 거주 장소와 사무공간으로 쓸 수 있으며, 필요한 전체 보좌관과 경호요원, 보좌 비용, 의료 지원, 취사, 가계 등의 지원을 받는다. 여행 및 국빈순방 시에는 “에어포스 원”이라고 불리는 대통령 전용기가 제공된다. 또한 단거리 이동시에는 “마린 원”이라 불리는 미 해병대의 헬리콥터를 사용할 수 있는데, 대통령이 탑승한 항공기는 콜사인으로 "~ 원"을 사용하게 되는데 해군기일 때는 “네이비 원”, 육군기일 때는 “아미 원”, 해안경비대기 일 때는“코스트가드 원”, 민간기일 때는 "이그제큐티브 원"이라 불린다. 지상으로 이동할 때에는 특별히 제작된 방탄 리무진을 이용하게 되는데, 현재 사용하고 있는 차종은 캐딜락 DTS를 개조한 것으로 “캐딜락 원”이라 불린다. 이 캐딜락 원은 엄청 두꺼운 문짝과 함께 엄청난 성능을 가지고 있어 "더 비스트" 라고 불린다. 또한 다른 이동수단으로는 오바마 대통령 재임시절 도입된 그라운드포스 원이라고 불리는 방탄 버스도 있다.

## 비밀 경호
현직 대통령과 가족들은 미국의 국토안보부 비밀경호국 경호전문인력들에 의해 보호된다. 경호권은 에이브러햄 링컨 때 생겼다.
전직 대통령의 경우 1997년까지는 모든 전직 대통령과 그들의 가족들을 전직 대통령의 사망시까지 보호하도록 되어 있었기 때문에 빌 클린턴 전대통령까지는 평생 동안 경호가 지원된다. 하지만 이후의 대통령들인 조지 W. 부시 대통령부터는 현직에서 물러난 후 최대 10년까지만 보호받게 되어 있는데, 최근 테러에 대한 위협이 심각해지고 있어서 이 결정은 재고되고 있지만 2013년 전직 대통령은 평생경호로 전환되었다

## 같이 보기
- - 미국 연방 정부
    - 미국의 정치

  - 입법부
    - 미국 의회
      - 미국 상원
      - 미국 하원

  - 행정부
    - 미국 연방 행정각부
    - 미국 내각
    - 미국의 대통령

  - 사법부
    - 미국 연방 대법원
    - 미국 연방 항소법원
    - 미국 지방법원

- 미국의 대통령 목록
- 테쿰세의 저주
- 미국의 부통령
- 미국의 대통령 가족
- 역대 대통령 지지율 : 갤럽의 여론조사 결과이다. 해리 S. 트루먼 대통령 때(1945년)부터 현재까지의 데이터가 제공된다. 조 바이든 현 대통령의 지지율은 1주일마다 업데이트되며, 하위 집단별 지지율은 1달마다 업데이트된다. 버락 오바마~조 바이든 대통령 때의 여론조사는 매일마다 행해지는 조사를 1주일 단위로 평균을 내어 제공되며, 해리 S. 트루먼~조지 W. 부시 대통령 때의 여론조사는 보통 4일 동안 조사한 주기적 여론조사에 기반한다. 역대 최고 기록은 조지 W. 부시 대통령 임기 중인 2001년 9월 21~22일의 데이터인 90%이다. 9·11 테러 이후 미국인들이 결집했기 때문으로 풀이된다. 역대 최저 기록은 해리 S. 트루먼 대통령 임기 중인 1952년 2월 9~14일의 데이터인 22%이다. 현직
- 전직 대통령인 조 바이든은 35~50%의 지지율을 유지하고 있었다. 한편 존 F. 케네디 대통령은 역대 대통령들 중 유일하게 지지율이 50% 밑으로 떨어진 적이 없다.